# Mistrovství světa v zápasu řecko-římském 1981
Mistrovství světa v zápasu řecko-římském proběhlo v Oslu, Norsko v roce 1981.

## Výsledky
| Kategorie | Podrobnosti | Zlato                     | Stříbro               | Bronz                   |
| --------- | ----------- | ------------------------- | --------------------- | ----------------------- |
| -48 kg    | podrobně    | Žaksilik Uškempirov (URS) | Salih Bora (TUR)      | Fumikazu Sasaki (JPN)   |
| -52 kg    | podrobně    | Vachtang Blagidze (URS)   | Acudži Mijahara (JPN) | Lajos Rácz (HUN)        |
| -57 kg    | podrobně    | Pasquale Pasarelli (FRG)  | Josef Krysta (TCH)    | Ilpo Seppälä (FIN)      |
| -62 kg    | podrobně    | István Tóth (HUN)         | Ryszard Świerad (POL) | Pertti Ukkola (FIN)     |
| -68 kg    | podrobně    | Gennadij Jermilov (URS)   | Tapio Sipilä (FIN)    | Ștefan Rusu (ROU)       |
| -74 kg    | podrobně    | Alexandr Kudrjavcev (URS) | Mikko Huhtala (FIN)   | Karolj Kasap (YUG)      |
| -82 kg    | podrobně    | Gennadij Korban (URS)     | Momir Petković (YUG)  | Ion Draica (ROU)        |
| -90 kg    | podrobně    | Igor Kanygin (URS)        | Frank Andersson (SWE) | Franz Pitschmann (AUT)  |
| -100 kg   | podrobně    | Michail Saladze (URS)     | Tamás Gáspár (HUN)    | Roman Wrocławski (POL)  |
| +100 kg   | podrobně    | Refik Memišević (YUG)     | Nikola Dinev (BUL)    | Jevgenij Arťuchin (URS) |